# قائمة ولاة وأمراء إفريقية

ولاية إفريقية (باللون الأحمر)

هذه قائمة بولاة وأمراء وخلفاء إفريقية.

## ولاية إفريقية
إفريقية هي الولاية التي تشمل تونس، وشرق الجزائر (حتى بجاية ومدينة الجزائر)، وغرب ليبيا (حتى طرابلس). وقد سُميَت أحيانًا بالمغرب الأدنى، وسُمي غربه من شمال أفريقيا بالمغرب الأقصى.

## القائمة

### مرحلة الفتح
- الولاة الأوائل غير مؤكدين.[1]
- معاوية بن حديج، حوالي 665–666 — حكم من برقة[12]
- عقبة بن نافع، 666–674 - أسس القيروان (670)، وفتح بيزاسينا
- أبو المهاجر دينار، 674-681
- عقبة بن نافع، (تم استعادته)، 681–683 - قاد موكبًا إلى المغرب الأقصى، وأخضع المغرب بأكمله ظاهريًا.
- مقتل عقبة بن نافع. إثر غزو بيزاسينا على يد زعيم قبيلة الأوراس البربري كسيلة، 683-686.
- زهير بن قيس، 683–689 - في البداية فقط برقة، استعاد بيزاسينا في 686.
- مقتل زهير. وذلك بسبب استعادة البربر بقيادة الكاهنة ديهيا بيزاسينا في عام 689. ولم يكن هناك والٍ واضح، 689-92
- حسن بن النعمان الغساني، 692-703 - في البداية فقط برقة. دخل قرطاج في عام 695 (خسرها مرة أخرى)، ثم مرة أخرى في عام 698 (النهاية). إن الفتح الدائم لإفريقية، أوجب تنظيمها ولايةً منفصلةً عن مصر، تحت حكم والٍ مستقل يتبع إلى الخليفة الأموي مباشرة، وعاصمتها المدينة الإسلامية الجديدة القيروان.

### ولاة أمويون
- موسى بن نصير اللخمي، 703-715
- (أثناء فتح الأندلس، كان عبد الله بن موسى وصيًا على القيروان، بينما كان موسى في الأندلس، 712-715)
- محمد بن يزيد، 715-718
- إسماعيل بن عبد الله بن أبي المهاجر، 718-720
- يزيد بن أبي مسلم، 720-721
- محمد بن يزيد (مرة أخرى)، 721
- بشر بن صفوان الكلبي، 721-727
- عبيدة بن عبد الرحمن السلمي، 727–32
- عقبة بن قدامة (مؤقت)، 732-734
- عبيد الله بن الحبحاب الموصلي، 734-741. (بدأت ثورة البربر عام 740)
- كلثوم بن عياض القشيري، 741
- بلج بن بشر القشيري (بحكم القانون، في قرطبة) وعبد الرحمن بن عقبة الغفاري (بحكم الواقع، في القيروان)، 741–42
- حنظلة بن صفوان الكلبي، 742–44

### أمراءفهريونفي إفريقية
- (الاستقلال عن الخلافة: الدويلات البربرية المسلمة في المغرب؛ انقلاب الفهريون في القيروان، 745)
- عبد الرحمن بن حبيب الفهري 745–755
- إلياس بن حبيب الفهري 755
- حبيب بن عبد الرحمن الفهري 755–57

### أمراءالخوارج
- (استولى البربر الخوارج على إفريقية الفهرية عام 757 — كانت الصفرية والعرفجمية [الإنجليزية] في القيروان، بينما إباضية الجبل الغربي فكانوا في طرابلس)
- عاصم بن جميل الورفاجومي (صفري)، 757–758
- عبد الملك بن أبي الجد الورنجمي (صفري) 758
- (الإباضيون في طرابلس يعزلون الصفريين في القيروان، 758)
- أبو الخطاب عبد الأعلى بن السمح المعافيري (الإباضية)، 758–760
- عبد الرحمن بن رستم الفارسي (الإباضية)، 760–62

### ولاة عباسيون
- (الفتح العباسي لإفريقية؛ واقتصار الإباضيين على تيارت ونفوسة، 762)

#### ولاة معينون
- محمد بن الأشعث الخزاعي 762–765 (والي مصر العباسي السابق)
- عيسى بن يوسف الخراساني 765
- الأغلب بن سالم التميمي 765–766
- الحسن بن حرب الكندي 766–767
- المخارق بن غفار 767–768

#### المهلبيون
- عمر بن حفص المهلبي 768–771
- حبيب بن حبيب المهلبي 771
- عمر بن حفص المهلبي 771
- أبو حاتم يعقوب بن لبيب الخارجي 771–772 (متمرد إباضي)
- يزيد بن حاتم المهلبي 772–787
- داود بن يزيد بن حاتم المهلبي 787
- روح بن حاتم المهلبي 787-791
- نصر بن حبيب المهلبي 791-793
- الفضل بن روح بن حاتم المهلبي 793–795

#### ولاة معينون
- هرثمة بن أعين 795–797
- محمد بن مقاتل العكي 797–799
- تمام بن تميم التميمي 799–800
- محمد بن مقاتل العكي 800

### الأغالبة
- إبراهيم بن الأغلب (800–812)
- أبو العباس عبد الله بن إبراهيم (812–817)
- أبو محمد زيادة الله بن إبراهيم (817–838)
- أبو عقال الأغلب بن إبراهيم (838–841)
- أبو العباس محمد بن الأغلب (841–856)
- أبو إبراهيم أحمد بن محمد بن الأغلب (856–863)
- أبو محمد زيادة الله بن محمد (863)
- أبو الغرانيق محمد بن أحمد (863–875)
- إبراهيم بن أحمد الأغلبي (875–902)
- أبو العباس عبد الله الثاني (902–903)
- زيادة الله الثالث (903–909)

### الخلفاء الفاطميون في إفريقية
- عبيد الله المهدي (909–934) — مؤسس الدولة الفاطمية
- القائم بأمر الله الفاطمي (934–946)
- المنصور بنصر الله (946–953)
- المعز لدين الله (953–975) (انتقل إلى مصر عام 973)، وولَّى الزيريين على إفريقية

#### أمراءزيريونلإفريقية

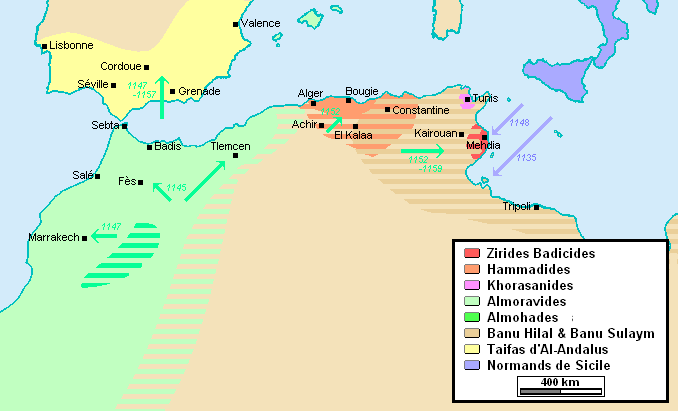
الزيريون والحماديون بعد غزوات البدو

- أبو الفتوح سيف الدولة بلقين بن زيري (973–983)
- أبو الفتح المنصور بن بلقين (983–995)
- أبو قتادة ناصر الدولة باديس بن منصور (995–1016)
- شرف الدولة المعز بن باديس (1016–1062)، — خسر غرب إفريقية أمام الدولة الحمادية (1018)، أعلن الاستقلال عن الفاطميين (1045)

(غزو بني هلال (1057) - تدمير القيروان، وتقليص عدد الزيريين إلى المدن الساحلية الرئيسة، وتفتيت المناطق الريفية إلى إمارات بدوية صغيرة)
- أبو طاهر تميم بن المعز (1062–1108)
- يحيى بن تميم (1108–1131)
- علي بن يحيى الزيري [الإنجليزية] (1115–1121)
- أبو الحسن الحسن بن علي الزيري [الإنجليزية] (1121–1152)

(غزو وهجوم مملكة صقلية النورمانية واستيلائهم على الساحل الإفريقي (1143–1160))

### ملوك النورمان الصليبيون في إفريقية
- روجر الثاني ملك صقلية (1143-1154)
- وليام الأول ملك صقلية (1154-1160)

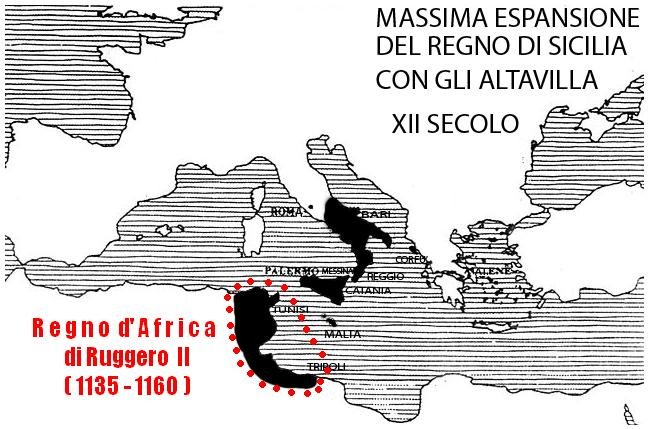
"مملكة أفريقيا" حسب المفهوم النورماني الصليبي ("Regno d'Africa") محددة باللون الأحمر

(تحرير الموحدين وطرد الصليبيين(1160)، وتولية الموحدين إفريقية إلى الحفصيين)

### ولاة إفريقيةالحفصيون
- أبو محمد عبد الواحد بن أبي حفص (1207–1216)
- عبد الله بن أبي محمد (1224–1229)
- أبو زكرياء الأول (1229–1249)

### الأمراءالحفصيونفي إفريقية
- محمد الأول المستنصر (1249–1277)، وقد انفصلت بواقع الأمر عن الدولة الموحدية
- يحيى الثاني الواثق (1277–1279)
- إبراهيم الأول (1279–1283)
- ابن أبي عمارة (1283–1284)
- أبو حفص عمر الأول (1284–1295)
- محمد الأول (1295–1309)
- أبو بكر الأول (1309)
- أبو البقعة خالد الناصر (1309–1311)
- أبو يحيى زكريا اللحياني (1311–1317)
- محمد الثاني (1317–1318)
- أبو بكر الثاني (1318–1346)
- أبو حفص عمر الثاني (1346–1349)
- أحمد الأول (1349)
- إسحاق الثاني (1350–1369)
- أبو البقعة خالد (1369–1371)
- أحمد الثاني (1371–1394)
- عبد العزيز الثاني (1394–1434)
- محمد الثالث (1434–1436)
- عثمان (1436–1488)
- أبو زكريا يحيى (1488–1489)
- عبد المؤمن (الحفصي) (1489–1490)
- أبو يحيى زكريا (1490–1494)
- محمد الرابع (1494–1526)
- محمد الخامس (1526–1543)
- أحمد الثالث (1543–1570)
- محمد السادس (1574–1574)
- الجعفري يحيى (1574–1581)
- عالم نفير (1581)